# (14902) Miyairi
(14902) Miyairi (1993 BE2) – planetoida z pasa głównego asteroid okrążająca Słońce w ciągu 5,23 lat w średniej odległości 3,01 j.a. Odkryta 17 stycznia 1993 roku.